# 英雄連隊3
《英雄連隊3》是由遺蹟娛樂開發，由世嘉于2023年2月24日發行的即時戰略遊戲。

## 历史
2021年7月14日，遺蹟娛樂和歐洲SEGA宣布推出本作，並已於Steam上放上介紹頁面。2021年11月30日，官方宣布本作多人遊戲 Alpha 測試版於台灣時間12月1日凌晨1點至12月7日中午12點開放玩家參加測試活動。
2023年2月24日，游戏正式发行。

## 外部連結
- 官方网站
- Steam介紹頁面 （页面存档备份，存于）